# Airexpo
Airexpo este un spectacol aerian francez care se desfășoară anual din 1987 în regiunea Toulouse, la aérodrome de Muret-Lherm. Este un spectacol aerian unic în lume, deoarece este singurul spectacol aerian organizat în întregime de studenți. Airexpo este, de fapt, organizat de o colaborare a studenților ingineri din anul I de la ENAC (École nationale de l'aviation civile) și ISAE-SUPAERO (Institut supérieur de l'aéronautique et de l'espace). Airexpo este al treilea cel mai important spectacol aerian din Franța, după Salon international de l'aéronautique et de l'espace de Paris-Le Bourget și La Ferté-Alais. 